# Мичем, Эван
Эван Мичем (англ. Evan Mecham, в принятом произношении на английском языке Микэм /ˈmiːkəm/; 12 мая 1924, Душейн, Юта — 21 февраля 2008, Финикс, Аризона) — американский политик, 17-й губернатор Аризоны.

## Биография
Родился 12 мая 1924 года в Душейне (штат Юта), шестой ребёнок в мормонской фермерской семье. Во время Второй мировой войны был лётчиком на Европейском театре военных действий, сбит в марте 1945 года, провёл 22 дня в немецком плену. Вернувшись после войны домой, женился и занялся продажами автомашин, учился в Университете штата Юта и в Университете штата Аризона, но не окончил их. В 1960-е годы дважды избирался в Сенат Аризоны, четырежды безуспешно участвовал в губернаторских выборах в Аризоне, и только в ноябре 1986 года пятая попытка оказалась успешной — в кампании участвовали три сильных кандидата, и Мичему для победы хватило 40 % голосов избирателей. В январе 1987 года вступил в должность, в которой одним из наиболее заметных его деяний стала отмена празднования в штате Дня Мартина Лютера Кинга. Уже в апреле 1988 года стал первым губернатором в истории Аризоны, отстранённым от должности по обвинениям в мошенничестве с пожертвованиями на его избирательную кампанию, но отвергал все обвинения и объяснял проведение против него процедуры импичмента политическими причинами (через два месяца после снятия с должности был оправдан судом по шести обвинениям в мошенничестве на общую сумму в 350 тысяч долларов). В пожилом возрасте страдал болезнью Альцгеймера, несколько лет содержался в Аризонском доме ветеранов, последние недели жизни провёл в хосписе, где скончался 21 февраля 2008 года.